# Руденко Костянтин Валерійович
Костянтин Валерійович Руденко (рос. Константин Валерьевич Руденко; 23 липня 1981, м. Усть-Каменогорськ, СРСР) — російський хокеїст, лівий нападник. Виступає за «Барис» (Астана) у Континентальній хокейній лізі. Кандидат в майстри спорту.
Вихованець хокейної школи «Торпедо» (Усть-Каменогорськ). Виступав за СКА (Санкт-Петербург), «Локомотив» (Ярославль), «Атлант» (Митищі).
Досягнення
- Чемпіон Росії (2002, 2003), срібний призер (2008, 2009), бронзовий призер (2005, 2011).